# Monte Gimie

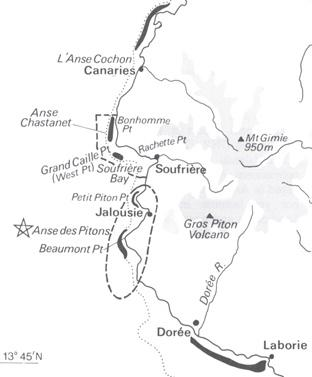
Mapa del sureste de Santa Lucía indicando al monte Gimie.

El monte Gimie se ubica en la parte central de la isla de Santa Lucía, un pequeño país localizado al sur de la Martinica y al norte de Venezuela, Trinidad y Tobago y San Vicente y las Granadinas, en aguas del mar Caribe. Con una altura de 950 metros sobre el nivel del mar es considerado el pico más alto de esa nación. Sus coordenadas son 13°51′ de latitud norte y 61°0′ de longitud en dirección oeste, muy cerca de la Reserva Forestal Edmund y de las Cataratas Enbas Saut, al este de Soufriere.